# Pieter van der Heyden

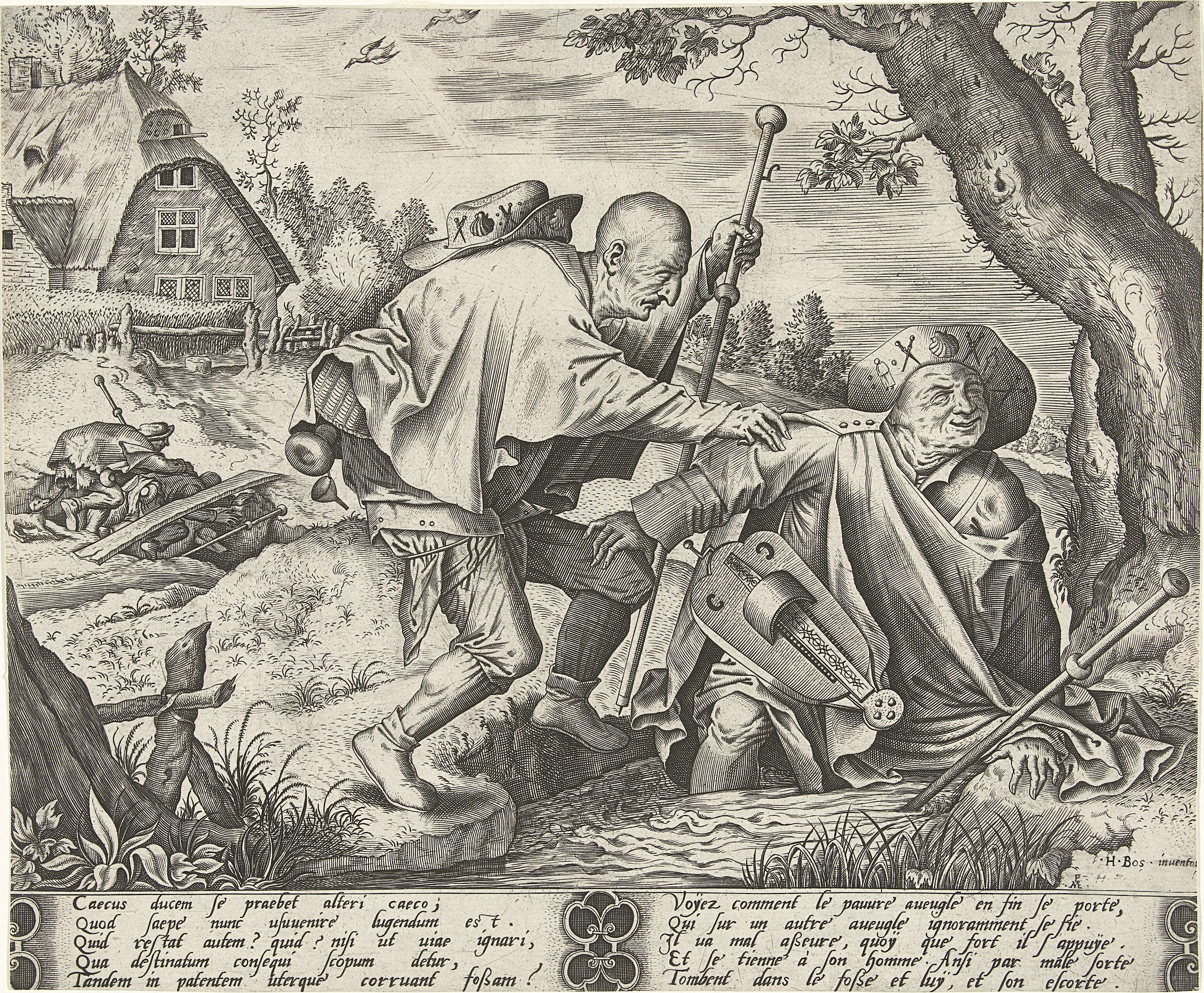
Pieter van der Heyden según Jheronimus Bosch, Parábola de los ciegos, grabado a buril, 209 x 253 mm, Ámsterdam, Rijksmuseum.

Pieter van der Heyden, también llamado Petrus Mercinus o Ameringius, fue un grabador flamenco nacido hacia 1530 y fallecido entre 1572 y 1576, probablemente en Berchem, distrito de Amberes.
Documentado en Amberes a partir de 1551, trabajó para Hieronymus Cock, el más importante impresor de la ciudad, en la reproducción de obras del Bosco (Ciegos guiando a ciegos), Pieter Bruegel (El pez grande se come al chico) y Hans Bol. Grabó, además, escenas religiosas y mitológicas y retratos. Firmó sus obras P/AME o PME, iniciales de su nombre latinizado. Se le menciona en la documentación por última vez en marzo de 1572.